# Евангелическая церковь (Земун)
Евангелическая церковь (серб. Евангелистичка црква) — здание, построенное для нужд немецкой лютеранской общины Земуна в 1920-е годы.

## История
В 20-е годы немцы составляли до четверти населения Земуна, в связи с чем было принято решение о строительстве здесь церковного здания. Проект был создан архитекторами школы Хуго Эрлиха и Виктора Ковачича. Строительство было завершено к 1930 году.
После Второй мировой войны здание перестало использоваться для богослужебных собраний, здесь размещался общинный центр и ночной клуб. Несмотря на то, что в 2003 году между евангелической общиной и муниципалитетом Земуна была достигнута договорённость о передачи здания верующим, до настоящего времени здесь расположена торговая точка.
В конце 2005 года здание было объявлено памятником культуры.

## Архитектура
Здание построено в стиле модерн. Его особенностью является необычная планировка — центральная ротонда имеет апсиду и два боковых крыла, что придаёт строению форму трилистника.